# Nguyễn Thanh Bình (cầu thủ bóng đá, sinh 1987)
Nguyễn Thanh Bình (sinh ngày 11 tháng 8 năm 1987) là một cầu thủ bóng đá Việt Nam hiện đang thi đấu cho câu lạc bộ SHB Đà Nẵng tại V.League 1 .

## Sự nghiệp
Anh sinh ngày 11 tháng 8 năm 1987, quê ở Đà Nẵng. Sự nghiệp của anh khởi đầu tại đội bóng quê hương ngay từ khi còn nhỏ và đã sớm trổ tài ở đội 1 của Đà Nẵng. Từ khi được gọi lên đội 1 đến nay anh luôn luôn được đá chính dù thua hay thắng.

## Đội tuyển Việt Nam
Dưới thời của huấn luyện viên Phan Thanh Hùng anh được gọi vào đội tuyển. Nhưng vì quá non kinh nghiệm nên anh chỉ được ngồi trên băng ghế dự bị.
Dưới thời của huấn luyện viên Hoàng Văn Phúc anh cũng được gọi vào tuyển. Vì ông Phúc muốn trọng dụng nhân tố trẻ nên anh và Trần Bửu Ngọc liên tiếp thay phiên nhau phục vụ tuyển. Tuy chưa gặt hái được thành công nhưng cổ động viên nước nhà tin rằng anh sẽ nỗ lực hết mình để sánh tầm với đàn anh Dương Hồng Sơn hay Bùi Tấn Trường.

### Ra sân đội tuyển quốc gia
| Năm  | Trận | Bàn |
| ---- | ---- | --- |
| 2012 | 3    | 0   |
| 2013 | 4    | 0   |
| 2014 | 2    | 0   |
| Tổng | 9    | 0   |